# Selección de fútbol sub-17 de Montenegro
El equipo de fútbol de Montenegro de los menores de 17 años está constituida por una selección de los mejores jugadores de Montenegro de menos de 17 años, bajo los auspicios de la Federación de Fútbol de Montenegro.
El equipo no se ha clasificado nunca para el Campeonato de Europa Sub-17 de la UEFA o la Copa Mundial de Fútbol Sub-17.

## Participaciones

### Mundial Sub-17
| Año           | Fase                                  | Posición                              | PJ                                    | PG                                    | PE                                    | PP                                    | GF                                    | GC                                    |
| ------------- | ------------------------------------- | ------------------------------------- | ------------------------------------- | ------------------------------------- | ------------------------------------- | ------------------------------------- | ------------------------------------- | ------------------------------------- |
| antes de 2007 | Véase Serbia y Montenegro             | Véase Serbia y Montenegro             | Véase Serbia y Montenegro             | Véase Serbia y Montenegro             | Véase Serbia y Montenegro             | Véase Serbia y Montenegro             | Véase Serbia y Montenegro             | Véase Serbia y Montenegro             |
| 2009          | No clasificó                          | No clasificó                          | No clasificó                          | No clasificó                          | No clasificó                          | No clasificó                          | No clasificó                          | No clasificó                          |
| 2011          | No clasificó                          | No clasificó                          | No clasificó                          | No clasificó                          | No clasificó                          | No clasificó                          | No clasificó                          | No clasificó                          |
| 2013          | No clasificó                          | No clasificó                          | No clasificó                          | No clasificó                          | No clasificó                          | No clasificó                          | No clasificó                          | No clasificó                          |
| 2015          | No clasificó                          | No clasificó                          | No clasificó                          | No clasificó                          | No clasificó                          | No clasificó                          | No clasificó                          | No clasificó                          |
| 2017          | No clasificó                          | No clasificó                          | No clasificó                          | No clasificó                          | No clasificó                          | No clasificó                          | No clasificó                          | No clasificó                          |
| 2019          | No clasificó                          | No clasificó                          | No clasificó                          | No clasificó                          | No clasificó                          | No clasificó                          | No clasificó                          | No clasificó                          |
| 2021          | Cancelado por la Pandemia de COVID-19 | Cancelado por la Pandemia de COVID-19 | Cancelado por la Pandemia de COVID-19 | Cancelado por la Pandemia de COVID-19 | Cancelado por la Pandemia de COVID-19 | Cancelado por la Pandemia de COVID-19 | Cancelado por la Pandemia de COVID-19 | Cancelado por la Pandemia de COVID-19 |
| 2023          | No clasificó                          | No clasificó                          | No clasificó                          | No clasificó                          | No clasificó                          | No clasificó                          | No clasificó                          | No clasificó                          |
| 2025          | Por definirse                         | Por definirse                         | Por definirse                         | Por definirse                         | Por definirse                         | Por definirse                         | Por definirse                         | Por definirse                         |
| Total         | 0/7                                   | 0º                                    | 0                                     | 0                                     | 0                                     | 0                                     | 0                                     | 0                                     |

### Eurocopa Sub-17
| Año           | Ronda                                      | J                                          | G                                          | E                                          | P                                          | GF                                         | GC                                         |
| ------------- | ------------------------------------------ | ------------------------------------------ | ------------------------------------------ | ------------------------------------------ | ------------------------------------------ | ------------------------------------------ | ------------------------------------------ |
| antes de 2007 | Véase Serbia y Montenegro                  | Véase Serbia y Montenegro                  | Véase Serbia y Montenegro                  | Véase Serbia y Montenegro                  | Véase Serbia y Montenegro                  | Véase Serbia y Montenegro                  | Véase Serbia y Montenegro                  |
| 2008          | No clasificó                               | No clasificó                               | No clasificó                               | No clasificó                               | No clasificó                               | No clasificó                               | No clasificó                               |
| 2009          | No clasificó                               | No clasificó                               | No clasificó                               | No clasificó                               | No clasificó                               | No clasificó                               | No clasificó                               |
| 2010          | No clasificó                               | No clasificó                               | No clasificó                               | No clasificó                               | No clasificó                               | No clasificó                               | No clasificó                               |
| 2011          | No clasificó                               | No clasificó                               | No clasificó                               | No clasificó                               | No clasificó                               | No clasificó                               | No clasificó                               |
| 2012          | No clasificó                               | No clasificó                               | No clasificó                               | No clasificó                               | No clasificó                               | No clasificó                               | No clasificó                               |
| 2013          | No clasificó                               | No clasificó                               | No clasificó                               | No clasificó                               | No clasificó                               | No clasificó                               | No clasificó                               |
| 2014          | No clasificó                               | No clasificó                               | No clasificó                               | No clasificó                               | No clasificó                               | No clasificó                               | No clasificó                               |
| 2015          | No clasificó                               | No clasificó                               | No clasificó                               | No clasificó                               | No clasificó                               | No clasificó                               | No clasificó                               |
| 2016          | No clasificó                               | No clasificó                               | No clasificó                               | No clasificó                               | No clasificó                               | No clasificó                               | No clasificó                               |
| 2017          | No clasificó                               | No clasificó                               | No clasificó                               | No clasificó                               | No clasificó                               | No clasificó                               | No clasificó                               |
| 2018          | No clasificó                               | No clasificó                               | No clasificó                               | No clasificó                               | No clasificó                               | No clasificó                               | No clasificó                               |
| 2019          | No clasificó                               | No clasificó                               | No clasificó                               | No clasificó                               | No clasificó                               | No clasificó                               | No clasificó                               |
| 2020          | Cancelado debido a la pandemia de COVID-19 | Cancelado debido a la pandemia de COVID-19 | Cancelado debido a la pandemia de COVID-19 | Cancelado debido a la pandemia de COVID-19 | Cancelado debido a la pandemia de COVID-19 | Cancelado debido a la pandemia de COVID-19 | Cancelado debido a la pandemia de COVID-19 |
| 2021          | Cancelado debido a la pandemia de COVID-19 | Cancelado debido a la pandemia de COVID-19 | Cancelado debido a la pandemia de COVID-19 | Cancelado debido a la pandemia de COVID-19 | Cancelado debido a la pandemia de COVID-19 | Cancelado debido a la pandemia de COVID-19 | Cancelado debido a la pandemia de COVID-19 |
| 2022          | No clasificó                               | No clasificó                               | No clasificó                               | No clasificó                               | No clasificó                               | No clasificó                               | No clasificó                               |
| 2023          | No clasificó                               | No clasificó                               | No clasificó                               | No clasificó                               | No clasificó                               | No clasificó                               | No clasificó                               |
| 2024          | No clasificó                               | No clasificó                               | No clasificó                               | No clasificó                               | No clasificó                               | No clasificó                               | No clasificó                               |
| Total         | 0/14                                       | -                                          | -                                          | -                                          | -                                          | -                                          | -                                          |